# Eudesmia
Eudesmia is een geslacht van vlinders van de familie spinneruilen (Erebidae), uit de onderfamilie Arctiinae.

## Soorten
- E. loccea Schaus
- E. lunaris Walker, 1864
- E. major Rothschild, 1912
- E. martini Knowlton, 1967
- E. menea Drury, 1782
- E. mina Guerin, 1844
- E. monon Dyar, 1917
- E. praxis Druce, 1894
- E. prusias Druce, 1894
- E. quadrifasciata Walker, 1864
- E. ruficollis Donovan, 1798
- E. tehuacana Dyar, 1917
- E. trisigna Walker, 1854
- E. unicincta Hampson, 1900